# Tom Bischof
Tom Bischof (* 28. Juni 2005 in Aschaffenburg) ist ein deutscher Fußballspieler. Nach zehn Jahren bei der TSG 1899 Hoffenheim steht der Mittelfeldspieler seit Anfang Juni 2025 beim FC Bayern München unter Vertrag.

## Karriere

### Vereine
Tom Bischof wuchs in Amorbach im bayerischen Odenwald auf und wechselte 2015, nachdem er bereits als Siebenjähriger dem Perspektivteam des Bundesligisten angehört hatte, vom TSV Amorbach in die Jugendabteilung der TSG Hoffenheim, die er von da an komplett durchlief. Sein Pflichtspieldebüt für die Profimannschaft gab er am 19. März 2022 (27. Spieltag) bei einer 0:3-Niederlage gegen Hertha BSC. Bei seinem Debüteinsatz war er 16 Jahre und 263 Tage alt und ist damit der bisher jüngste Spieler der TSG Hoffenheim in der Bundesliga. In der Folgesaison 2022/23 kam er in elf Bundesligaspielen zum Einsatz. Mitte Oktober 2024 wurde Bischof mit der Fritz-Walter-Medaille in Gold für den Jahrgang U19 ausgezeichnet.
Nach Vertragsende wechselte Bischof zur Saison 2025/26 zum FC Bayern München, wo er einen Vertrag bis Juni 2029 unterschrieben hat. Die Vereine einigten sich dabei auf einen vorgezogenen Wechsel zum 9. Juni 2025, damit Bischof die komplette FIFA Klub Weltmeisterschaft 2025 mit dem FC Bayern bestreiten kann.

### Nationalmannschaft
Bischof kam im Oktober 2020 für zwei Spiele der deutschen U16-Nationalmannschaft zum Einsatz, ab 2021 gehörte er dem Kader der U17-Auswahl an. Im Sommer 2022 nahm er mit dem Team an der U17-Europameisterschaft teil und kam in allen vier Spielen zum Einsatz, ehe die Mannschaft im Viertelfinale gegen Frankreich ausschied. In den Jahren 2022 und 2023 bestritt er sieben Freundschaftsländerspiele für die U18-Nationalmannschaft und erzielte zwei Tore. Im September 2022 kam er in zwei Länderspielen der U19-Nationalmannschaft zum Einsatz und markierte einen Treffer. 2025 wurde er zum Final Four der Nations League erstmals für die A-Nationalmannschaft nominiert und dort im Spiel um Platz drei gegen Frankreich eingewechselt.

## Titel
- Deutscher Supercupsieger: 2025 (FC Bayern München)

## Auszeichnungen
- Fritz-Walter-Medaille: 2024 in Gold (U19)

## Privates
Im August 2025 machte er seine Beziehung zur jüngsten Tochter von Mehmet Scholl, Josefine Scholl, öffentlich.